# بخش خنرال پدرنرا
بخش خنرال پدرنرا (به اسپانیایی: Departamento General Pedernera) یک منطقهٔ مسکونی در آرژانتین است که در استان سان لوئیس واقع شده‌است.